# 亞納科查山
13°46′12″S 70°39′21″W / 13.77000°S 70.65583°W
亞納科查山（Yanaqucha），是秘魯的山峰，位於該國東南部普諾大區的卡拉瓦亞省，處於里蒂瓦西山東南面和柳斯卡里蒂山以東，屬於安第斯山脈的一部分，海拔高度約5,000米。